# Општина Лица (Телеорман)
Лица (рум. Liţa) општина је у Румунији у округу Телеорман.
Oпштина се налази на надморској висини од 56 m.